# Bahnstrecke Orono–Stillwater
| Streckenlänge: | 4,8 km               |                |                |
| Spurweite: | 1435 mm (Normalspur) |                |                |
| Zweigleisigkeit: | –                    |                |                |
| |                      |                |                |
| Gesellschaft: | zuletzt MEC          |                |                |
| \| \| \| von Bangor \| \| \| \| 0,0 \| Orono ME \| Orono ME \| \| \| \| nach Vanceboro \| \| \| \| 4,8 \| Stillwater ME \| Stillwater ME \| |                      |                |                |
| Strecke |                      | von Bangor     | von Bangor     |
| ehemaliger Bahnhof | 0,0                  | Orono ME       | Orono ME       |
| Abzweig ehemals geradeaus und nach rechts                                                                                                   |                      | nach Vanceboro | nach Vanceboro |
| Betriebs-/Güterbahnhof Streckenende (Strecke außer Betrieb)                                                                                 | 4,8                  | Stillwater ME  | Stillwater ME  |

Die Bahnstrecke Orono–Stillwater war eine Eisenbahnstrecke in Maine (Vereinigte Staaten). Sie war 4,8 Kilometer lang. Die normalspurige, eingleisige Strecke ist stillgelegt und abgebaut.
Der Industrieort Stillwater an einem Seitenarm des Penobscot River war seit 1836 durch die Bangor, Old Town and Milford Railroad am Eisenbahnnetz. Nachdem die European and North American Railway 1868 diese Bahn gekauft und im darauffolgenden Jahr stillgelegt hatte, war Stillwater vom Schienenverkehr abgeschnitten. Um die Industrieanlagen weiterhin anzubinden, baute die Bahngesellschaft daher eine kurze Stichbahn von ihrer Hauptstrecke, die 1871 eröffnet wurde. Wie die Hauptstrecke war sie zunächst in Kolonialspur (1676 mm) errichtet und wurde zum 12. September 1877 auf Normalspur umgebaut. Die Strecke diente nur dem Güterverkehr.
Etwa 1942 endete der Verkehr in Stillwater, bis 1948 war die Strecke bis zur Bridge Street (heute College Avenue) in Orono zurückgebaut. Auch auf den restlichen ca. 500 Metern der Strecke endete 1953 der Betrieb und die Strecke wurde abgebaut. Heute verläuft die Bennoch Road auf der ehemaligen Eisenbahntrasse.